# Anna Hofman-Uddgren
Pour les articles homonymes, voir Hofman.
Anna Maria Viktoria Hofman-Uddgren, née Hammarströmn à Stockholm (Suède) le 23 février 1868 et morte à Bromma, une banlieue de Stockholm, le 1er juin 1947, est une actrice suédoise, aussi chanteuse de cabaret, artiste de music hall et de revues, metteur en scène et réalisatrice.
Elle fut la première femme à avoir réalisé un film en Suède.

## Biographie
Elle est la fille d'Emma Hammarström et, prétendument, du roi Oscar II de Suède.

### Vie privée
Mariée en 1900 avec le journaliste Gustaf Uddgren (sv) (1865-1927), elle a eu cinq filles et un fils, Viola Uddgren (1891-1957), épouse de l'inventeur Otto Wellton, l'actrice Alice Eklund (sv) (1896-1983), Ellen Hederström (1901-1997), Ingeborg Eriksson (1902-1993), Anna Nyman (1904-1993) et Olle Uddgren (1913-1989).

## Filmographie

### Comme actrice
- 1911 : Stockholmsfrestelser eller Ett Norrlands-herrskaps äventyr i den sköna synderskans stad : Mrs. Westergård
- 1912 : Systrarna : soldat dans l'Armée du salut
- 1921 : Vallfarten till Kevlaar : l'épouse de l'équilibriste

### Comme réalisatrice
- 1911 : Stockholmsdamernas älskling
- 1911 : Blott en dröm (aussi scénariste)
- 1911 : Stockholmsfrestelser eller Ett Norrlands-herrskaps äventyr i den sköna synderskans stad
- 1912 : Fröken Julie (Miss Julie), d'après la pièce Mademoiselle Julie d'August Strindberg (aussi scénariste)
- 1912 : Fadren, d'après la pièce Le Père (1887) d'August Strindberg